# 커티스 존슨 (농구 선수)
커티스 존슨(Curtis Johnson)은 미국의 전 남자 농구 선수이다. 포지션은 센터로, 신장 222cm(한국에서는 2m 33cm로 활동). 그는 농구 은퇴 이후 대한민국에서 밀어치기를 주특기로 하는 씨름 선수로 활동하기도 했다. 현재는 고국인 미국에서 미국대표팀 소속 씨름 선수 겸 단역 배우를 하고 있다.
참고로 우리나라의 전 씨름선수인 이봉걸과 친분이 있다고 하며, 자신보다 키가 작은 최홍만과 스타킹에서 씨름대결을 벌였고 패배했다고 한다.
현재는 미국 대표팀을 전담으로 하는 김진수 감독의 지도를 받고있다.